# Yaël Boon
Yaël Boon (23 de junho de 1980) é uma atriz, diretora, produtora de cinema e roteirista franco-suíça. Boon apareceu em vários filmes notáveis em francês, incluindo Welcome to the Sticks (2008) e Supercondriaque (2014). Ela também trabalhou na produção de filmes; em 2010, ela escreveu Nothing to Declare e em 2016 produziu Ma famille t'adore déjà.

## Vida pessoal
Boon é multilíngue e fala cinco idiomas (francês, inglês, alemão, espanhol e hebraico). Em 2003, ela se casou com o comediante francês Dany Boon. O casal tem três filhos: Eytan, Elia e Sarah.

## Filmografia

### Filme
| Ano  | Filme | Papel | Papel | Papel | Papel    | Notas |
| Ano  | Filme | Atriz | Diretor | Produtor | escritor | Notas |
| ---- | --- | ----- | --- | --- | -------- | ----- |
| 2008 | Welcome to the Sticks\|style="background: #90ff90; color: black; vertical-align: middle; text-align: center; " class="table-yes"\|Sim | -     | - | - |          |       |
| 2010 | Nothing to Declare | -     | - | style="background: #90ff90; color: black; vertical-align: middle; text-align: center; " class="table-yes"\|Sim |          |       |
| 2014 | style="background: #90ff90; color: black; vertical-align: middle; text-align: center; " class="table-yes"\|Sim                        | -     | - | - |          |       |
| 2016 | Ma famille t'adore déjà | -     | style="background: #90ff90; color: black; vertical-align: middle; text-align: center; " class="table-yes"\|Sim | - |          |       |

### Televisão
| Ano        | Series                                                                             | Papel       | Notas          |
| ---------- | ---------------------------------------------------------------------------------- | ----------- | -------------- |
| 2004       | Music-hall e compagnie                                                             | Ela própria |                |
| 2006, 2008 | Qui veut gagner des milhões<span typeof="mw:DisplaySpace" id="mwcw">&nbsp;</span>? | Ela própria | Dois episódios |
| 2008       | Le Grand Journal                                                                   | Ela própria | Um episódio    |
| 2014       | Signé Mireille Dumas                                                               | Ela própria | Um episódio    |